# Marxisme
 (février 2010).
Si vous disposez d'ouvrages ou d'articles de référence ou si vous connaissez des sites web de qualité traitant du thème abordé ici, merci de compléter l'article en donnant les références utiles à sa vérifiabilité et en les liant à la section « Notes et références ».

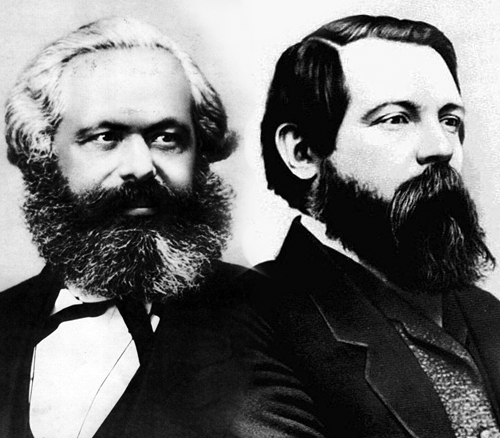
Karl Marx et Friedrich Engels.

Le marxisme est un courant de pensée politique, philosophique, sociologique, historique, anthropologique et économique fondé sur les idées de Karl Marx (et dans une moindre mesure de Friedrich Engels) et de ses continuateurs. Politiquement, le marxisme repose sur la participation au mouvement réel de la lutte des classes, afin de parvenir à une société sans classes sociales, sans exploitation, sans patriarcat, démocratique, sans États et basée sur la propriété collective et démocratique des moyens de production en tant qu'étape succédant au capitalisme et à l'économie de marché: le communisme.
En effet, Karl Marx considère que « l’émancipation des travailleurs doit être l’œuvre des travailleurs eux-mêmes », donc que c'est par l'action collective que l'organisation économique et sociale peut et doit être changée.

## Le communisme, le marxisme et le socialisme de Karl Marx

### Marx et le communisme
Karl Marx a abordé à la fois la philosophie, la sociologie, l’analyse économique du capitalisme dans le cadre du matérialisme et de la science. Il a appliqué, toujours dans le cadre matérialiste, une analyse critique des pensées de Pierre-Joseph Proudhon, Hegel, Ludwig Feuerbach, etc. Il a donc construit une nouvelle conception d'étude des sociétés que l'on nomme conception matérialiste de l'histoire.
Dans le cadre éthique, il milite pour le projet révolutionnaire communiste, c'est-à-dire une société débarrassée du salariat, du capitalisme, des classes sociales, des États, et des frontières.
Dans le cadre de la Ligue des communistes, Engels, Wilhelm Wolff, Marx et quelques autres y visaient à soumettre « à une critique impitoyable le mélange de socialisme ou de communisme anglo-français et de philosophie allemande, qui formait alors la doctrine secrète de la Ligue » ; ils y établissaient que « seule l'étude scientifique de la structure de la société bourgeoise pouvait fournir une solide base théorique ». Ils y exposaient enfin « sous une forme populaire qu'il ne s'agissait pas de mettre en vigueur un système utopique, mais d'intervenir, en connaissance de cause, dans le procès de bouleversement historique qui s'opérait dans la société ».
Ainsi dans les Manuscrits de 1844, Marx écrit : « Le communisme est la forme nécessaire et le principe dynamique de l'avenir immédiat, mais le communisme n'est pas en tant que tel ni le but du développement humain ni la forme de la société humaine ». En 1845, dans L'Idéologie allemande, pour Marx et Engels, « le communisme n'est pas un état de choses qu’il convient d’établir, un idéal auquel la réalité devra se conformer ». Ils appellent « communisme le mouvement réel qui abolit l'état actuel des choses. Les conditions de ce mouvement résultent des données préalables telles qu’elles existent actuellement ».
En 1847, Engels définit ce mouvement réel dans le premier des Principes du communisme, « Qu'est ce que le communisme ? » : « le communisme est l'enseignement des conditions de la libération du prolétariat ».
Dans le Manifeste du parti communiste en 1848, Marx et Engels remarquent que « le communisme, ce n'est pas l'abolition de la propriété en général, mais l'abolition de la propriété bourgeoise », condition de la libération du prolétariat. Par conséquent : « Le communisme n'enlève à personne le pouvoir de s'approprier des produits sociaux ; il n'ôte que le pouvoir d'asservir à l'aide de cette appropriation le travail d'autrui ».
En 1875, Marx indique dans un de ses derniers textes (la critique du Programme de Gotha) sa vision du communisme :

« Dans une phase supérieure de la société communiste, quand auront disparu l'asservissante subordination des individus à la division du travail et, avec elle, l'opposition entre le travail intellectuel et le travail manuel ; quand le travail ne sera pas seulement un moyen de vivre, mais deviendra lui-même le premier besoin vital ; quand, avec le développement multiple des individus, les forces productives se seront accrues elles aussi et que toutes les sources de la richesse collective jailliront avec abondance, alors seulement l'horizon borné du droit bourgeois pourra être définitivement dépassé et la société pourra écrire sur ses drapeaux : « De chacun selon ses capacités, à chacun selon ses besoins ! » »

### Le communisme de Marx et Engels n'est pas un égalitarisme
Le communisme selon Marx et Engels s'éloigne de certains courants et d'une certaine conception du socialisme dit "utopique" dans le sens où le but de ce nouveau mode de production socialiste et communiste n'est pas d'envisager une forme d'égalité sociale totale en soit ou une forme d'égalitarisme abstrait. Le communisme ne mettra pas fin totalement à certaines "inégalités". Le but du communisme est de tendre vers une société sans classes où l'on puisse satisfaire les besoins de chacun selon le fameux adage : "De chacun selon ses moyens, à chacun selon ses besoins".

Friedrich Engels précise ceci dans une lettre à August Bebel en mars 1875, où il critique cette conception "égalitariste" qui est notamment fortement influencée originellement par une conception française du socialisme. La société communiste n'est pas « l'Empire de l'égalité » : 
L'expression « destruction de toute inégalité sociale et politique » au lieu de « abolition de toutes les différences de classes » est également très suspecte. D'un pays à l'autre, d'une province à l'autre, voire d'un endroit à l'autre, il y aura toujours une certaine inégalité dans les conditions d'existence, inégalité que l'on pourra bien réduire au minimum, mais non faire disparaître complètement. Les habitants des Alpes auront toujours d'autres conditions de vie que les habitants des plaines. Se représenter la société socialiste comme l'Empire de l'égalité est une conception française trop étroite et qui s'appuie sur la vieille devise Liberté, Égalité, Fraternité, conception qui, en ses temps et lieu, a eu sa raison d'être parce qu'elle répondait à une phase d'évolution, mais qui, comme toutes les conceptions trop étroites des écoles socialistes qui nous ont précédés, devrait à présent être dépassée, puisqu'elle ne crée que de la confusion dans les esprits et qu'elle a été remplacée par des conceptions plus précises et répondant mieux aux réalités.
La réflexion autour de la liberté individuelle est également présente au sein de la pensée communiste de Marx, notamment dans le Manifeste communiste où le but du communisme est d'aboutir à une forme d'association "où le libre développement de chacun est la condition du libre développement de tous".

### Le "marxisme" de Marx
Karl Marx et Friedrich Engels voulaient que l'on ne parle pas de marxisme, mais de « socialisme rationaliste critique » ou de « socialisme matérialiste critique » ou encore de « socialisme scientifique » pour la doctrine de la science pour éviter qu'on attribue à sa personne ce qui est le patrimoine théorique du prolétariat.
Marx lui-même à plusieurs reprises, dans les dernières années de sa vie, dit à Paul Lafargue : « Si c'est cela le marxisme, ce qui est sûr c'est que moi, je ne suis pas marxiste », marquant sa volonté de se démarquer du « marxisme » proclamé par le Parti ouvrier français naissant. En effet, « les guesdistes se livrent à une vulgarisation de Karl Marx et Engels… mieux adaptée au public français ». C'est dans ce contexte que « Karl Marx, qui a rédigé les « considérants » du programme des guesdistes », aurait prononcé cette expression. Le terme est inventé à la fin des années 1870, par des adversaires des proches de Marx (les guesdistes, la social-démocratie allemande) au sein de l'Association internationale des travailleurs. L'expression apparaît textuellement pour la première fois en 1882 avec la brochure de Paul Brousse le Marxisme dans l'internationale,.
Toutefois, il ne faut pas entendre par cette affirmation de Marx qu'il s'opposait à toutes formes de vulgarisation. Sa déclaration est avant tout une opposition à toute théorie hagiographique. Pour le reste, Marx affirme que « les essais scientifiques, destinés à révolutionner une science, ne peuvent jamais être véritablement populaires. Mais une fois que la base scientifique est posée, la vulgarisation est possible… ».

### Les coopératives ouvrières, une brèche dans le système capitaliste
Karl Marx s'est intéressé au mouvement coopératif ouvrier, y voyant une potentielle brèche destructive à l'intérieur même du système capitaliste, pouvant remettre en cause en partie ce mode de production. Le capitalisme produit donc indirectement des brèches potentiellement anticapitalistes :
Même les fabriques coopératives créées par les ouvriers sont destructives de l'ancienne forme, bien que leur organisation doive nécessairement reproduire partout tous les défauts du système existant. Elles suppriment cependant l'antagonisme entre le capital et le travail, étant donné que les ouvriers y sont eux-mêmes capitalistes et y appliquent les moyens de production à la mise en valeur de leur propre capital. Elles montrent comment, à un stade déterminé du développement des forces productives et des formes de production que la société y fait correspondre, un mode de production doit naturellement donner naissance à un autre. Sans la fabrique capitaliste la fabrique coopérative n'aurait pas pu se développer. Et de même le système capitaliste du crédit lui a été nécessaire, car celui-ci n'est pas seulement la base principale de la transformation de l'entreprise capitaliste privée en société capitaliste par actions, mais également un moyen de développement des entreprises coopératives. Les sociétés capitalistes par actions sont, comme les fabriques coopératives, des formes intermédiaires de la transformation de la production capitaliste en production associée, seulement les unes résolvent l'antagonisme entre le capital et le travail négativement et les autres positivement.
Les coopératives démocratiques peuvent être un point d'appui pour la révolution communiste et la réappropriation des moyens de production, à condition cependant que le mouvement ouvrier ait une conscience révolutionnaire plus large, politique et radicale :
Nous reconnaissons le mouvement coopératif comme une des forces transformatrices de l'actuelle société, fondée sur l'antagonisme des classes. Son grand mérite est de montrer pratiquement que le système actuel de subordination du travail au capital, despotique et paupérisateur, peut être supplanté par le régime républicain et fécond de l'association de producteurs libres et égaux. Mais le système coopératif restreint aux formes minuscules issues des efforts individuels des esclaves salariés est impuissant à transformer par lui-même la société capitaliste. Pour convertir la production sociale en un large et harmonieux système de travail coopératif, des changements généraux sont indispensables. Ces changements ne seront jamais obtenus sans emploi des forces organisées de la société. […] Nous recommandons aux ouvriers d'encourager la coopérative de production plutôt que la coopérative de consommation, celle-ci touchant seulement la surface du système économique actuel, l'autre l'attaquant dans sa base,.

### La révolution socialiste comme instauration d'une démocratie nouvelle
Les travailleurs devaient, selon Marx, autogérer leurs luttes. C’est un thème constant qui affleure, à intervalles, dans ses écrits et dans ses actes. Par exemple, Marx affirme en 1864 que « l’émancipation de la classe ouvrière doit être l’œuvre des travailleurs eux-mêmes ».

## Concepts et notions abstraites principales de Karl Marx

### Marx, observateur de l’évolution des sociétés humaines
Le concept de classe sociale n'a pas été inventé par Karl Marx. Il a été employé par les fondateurs de l'économie politique (Adam Smith…) et dans la tradition de l'histoire politique française (Alexis de Tocqueville), tout autant que par les historiens de la Révolution française (Guizot, Mignet, Thierry). Pour les classiques anglais, les critères d'identité d'une classe résident dans l'origine des revenus : aux trois types de revenus, la rente foncière, le profit, et les salaires, correspondent les trois grands groupes de la nation, les propriétaires fonciers, les entrepreneurs et les travailleurs[réf. souhaitée].
Chez les penseurs français, le terme de classe est politique. Pour Tocqueville, les classes existent dès que les groupes sociaux s'affrontent pour le contrôle de la société. Marx emprunte donc aux économistes classiques l'idée implicite des classes comme facteur de production, et aux historiens les classes, et leur conflit comme producteur d'histoire[réf. souhaitée]. Cependant, Karl Marx ajoute au concept de classes sociales son statut intrinsèque de lutte : sans luttes il n'y a pas de classes. Les classes sociales sont de perpétuelles luttes déterminées historiquement. Marx note lui-même son apport à la compréhension des classes sociales :

« Maintenant, en ce qui me concerne, ce n'est pas à moi que revient le mérite d'avoir découvert l'existence des classes dans la société moderne, pas plus que la lutte qu'elles s'y livrent. Des historiens bourgeois avaient exposé bien avant moi l'évolution historique de cette lutte des classes et des économistes bourgeois en avaient décrit l'anatomie économique. Ce que j'ai apporté de nouveau, c'est : de démontrer que l'existence des classes n'est liée qu'à des phases historiques déterminées du développement de la production ; que la lutte des classes mène nécessairement à la dictature du prolétariat ; que cette dictature elle-même ne représente qu'une transition vers l'abolition de toutes les classes et vers une société sans classes. »

Pour Marx, les classes sociales sont inscrites dans la réalité sociale. Leurs luttes déterminent le changement social en tant que phénomène durable. Les classes résultent d'un mécanisme très général de division du travail, qui s'est développé en même temps que l'appropriation privée des moyens de production. Les classes émergent quand la différenciation des tâches et des fonctions cesse d'être aléatoire pour devenir héréditaire. Il y a une tendance à la bipolarisation entre deux classes antagonistes. L'antagonisme entre les classes est le moteur de toute transformation qui affecte le fonctionnement de l'organisation sociale et modifie le cours de son histoire. Selon Marx le processus de production capitaliste crée deux positions : celle de l'exploiteur et de l'exploité. Les comportements individuels et les actions collectives sont expliqués par ces positions dans la reproduction du système. Le conflit de classe est un trait culturel de la société. Les conflits sont le moteur principal des grands changements sociaux. Marx s'intéresse aux facteurs endogènes des changements, c’est-à-dire ceux qui naissent du fonctionnement même de la société[réf. souhaitée].

### Forces productives, rapports sociaux de production et mode de production
Chaque société peut se caractériser à un moment donné par son mode de production.
Un mode de production est un ensemble constitué par les forces productives et les rapports sociaux de production. À chaque étape de l'évolution sociale, le mode de production traduit un état de la société. Le mode de production est social car sans les forces productives, il ne saurait être question de production. Le mode de production ne peut donc être réduit à son seul aspect technique. Les forces productives regroupent les instruments de la production, la force de travail des hommes, les objets du travail, les savoirs et les techniques en vigueur, l'organisation du travail. À l'occasion de ces activités de production, les hommes nouent entre eux des relations sociales. Le mode de production est un des concepts fondamentaux de Marx. La succession des modes de production peut être schématisée de la manière suivante : du communisme primitif on passe au mode de production esclavagiste, féodal, capitaliste, et enfin socialiste / communiste (les deux termes sont alors synonymes). Dans la société communiste, la contribution productive pourra mettre en application le principe résumé dans la formule : « De chacun selon ses moyens, à chacun selon ses besoins ». Toutefois, Marx s'inscrit dans une pensée dialectique, à l'opposé du mécanisme présent dans les matérialismes antérieurs, c'est-à-dire qu'il voit la conscience comme rôle déterminant dans le déroulement de l'histoire. C'est grâce à la conscience que le prolétariat se transforme d'une classe en soi en classe pour soi, c'est-à-dire qu'elle devient une classe consciente de ses intérêts de classe : socialiser les moyens de production [socialisme] dans le but de développer au maximum les forces productives jusqu'à la profusion des biens, l'extinction des différences de classe et la dissolution de tout pouvoir politique durant la phase transitoire de dictature du prolétariat. L'histoire reste une somme de contingences soumises aux aléas de la lutte des classes. L'histoire n'est donc pas un évolutionnisme linéaire entre modes de production mais une transformation dialectique avec en son centre la prise d'une conscience de classe aux prises avec les fluctuations des luttes de classes à des moments donnés de l'histoire.
En se développant, les forces productives entrent de plus en plus en contradiction avec les rapports sociaux de production qui n'évoluent pas au même rythme. Au-delà d'un certain seuil, le système est bloqué. Une époque de révolution sociale débute qui a pour fonction de faire disparaître les rapports de production anciens pour permettre le développement de rapports plus conformes au niveau atteint par les forces productives.
Outre les modes de productions esclavagistes, féodaux et capitalistes, Marx et Engels ont également étudié un mode de production à part, celui du mode de production asiatique.

### Accumulation du capital, travail et sur-travail, aliénation
L'accumulation primitive du capital est définie comme le processus de création des conditions à la naissance du capitalisme. La production du capitalisme suppose deux conditions préalables : l'existence d'une catégorie sociale, formée de personnes dépourvues de moyens de production, contraintes de vendre leur force de travail, et l'accumulation de richesses, indispensables pour créer des entreprises de type capitaliste. Il faut donc que soient réunies les conditions nécessaires à la naissance de deux classes fondamentales de la société capitaliste.
L'accumulation prend une grande importance dès l'avènement de la révolution industrielle. La distinction entre travail et force de travail est au centre de l'analyse de la répartition. Ce que vend l'ouvrier est sa force de travail. Sa rémunération s'établit à un niveau qui correspond aux dépenses socialement nécessaires pour assurer son renouvellement. C'est une marchandise comme une autre dont la valeur est déterminée par la quantité de travail social que demande la production. Ce qui est avancé ici est en outre fondé sur la théorie aristotélicienne de la marchandise qui distingue la valeur d’usage (ce que représente l'objet pour celui qui s’en sert) de la valeur d’échange (ce que l’objet permet d’acquérir). Dans le processus d’échange il y a dès lors une inversion de la valeur d’échange et de la valeur d’usage ; ainsi, la monnaie d’échange est-elle une marchandise qui n’a pour valeur d’usage que sa valeur d’échange. Le schéma d’Adam Smith de la loi de l’offre et de la demande rend par ailleurs compte de l’existence d’une valeur ajoutée au produit de laquelle le capitaliste tire profit mais pas le travailleur. En effet, les salaires sont issus de la valeur sociale de l'objet produit (la valeur sociale de l'objet produit est fonction des matières premières, des outils de production ainsi que de la main d'œuvre nécessaire à sa production). La valeur d'échange d'un produit, est cette valeur sociale, à laquelle on applique une plus-value souvent issue du sur-travail. C’est autour du bénéfice de cette valeur ajoutée que se dessine la lutte des classes car prolétaires comme capitalistes souhaitent se l’attirer à soi ; Marx va montrer que le travailleur est dans son plein droit de réclamer le bénéfice de cette valeur ajoutée en tant qu’elle est la valeur d’usage du travail même. Ce que fait le capitaliste, c’est donc de faire du travail une marchandise qui coûte moins cher que ce qu’elle rapporte.
Or la force de travail a pour caractéristique de donner plus de travail que n'en nécessite son entretien. La plus-value est la valeur supplémentaire produite par le salarié que le capitaliste s'approprie gratuitement et légalement. L’augmentation de cette plus-value pour le capitaliste peut être obtenue par la prolongation de la journée de travail, par l'augmentation de son intensité, ou par la baisse du salaire obtenue par le chômage qui fait pression à la baisse sur les salaires. La plus-value est la forme de la spoliation du prolétaire en régime capitaliste.
Le profit est la forme modifiée de la plus-value qui se manifeste comme un excédent. C'est la recherche du profit qui constitue le mobile principal du capitalisme. Les activités ne sont développées que si elles sont rentables et la rentabilité est fonction du taux de profit obtenu (rapport entre le profit et l'ensemble des capitaux investis).
Le capital peut s'accumuler car le cycle productif d'un système capitaliste implique que le capital, sous forme de monnaie, permet de créer un bien qui lui-même sera échangé contre plus de monnaie. Ainsi, si A est l'argent et M la marchandise, le cycle fondamental du capitalisme est A-M-A', avec A' comme fin en soi, et non M-A-M, comme c'est le cas chez Aristote.
L'accumulation du capital entraîne une baisse à long terme du taux de profit d'où une baisse tendancielle du taux de profit. C'est un indice des limites historiques du capitalisme. Si la modernisation a pour but explicite l'accroissement de la plus-value, il y a une substitution croissante entre le « travail mort » et le « travail vivant ». Or il n'y a que le travail vivant qui soit créateur de valeur, le travail mort étant le capital ne s'animant que par l'intermédiaire de la force de travail. De la sur-accumulation du capital (excès d'accumulation) découlera la paupérisation de la classe ouvrière. Le capitalisme est victime de sa propre logique. Il est de moins en moins capable de gérer ses contradictions et s'achemine vers une crise inéluctable.
Marx est de ces faits parvenu à fonder un modèle mathématique. Soit Pl la plus-value, C le capital constant (ou capital) et V le capital variable (ou travail), on a alors {\displaystyle {Pl \over C+V}} le taux de profit, {\displaystyle {C \over V}} la composition organique du capital, {\displaystyle {Pl \over V}} le taux d'exploitation. On écrit ainsi : {\displaystyle {Pl \over C+V}={{Pl \over V} \over {C+V \over V}}={{Pl \over V} \over {C \over V}+1}}. La composition organique du capital étant croissante, le taux de profit va ainsi tendre vers 0, les capitalistes devront dès lors compenser cette perte graduelle par une augmentation du taux d'exploitation, ce qui permettra de transformer la classe en soi en classe pour soi, amenant inévitablement à la révolution,.

### La théorie marxiste du travail
Le travail n’est pas seulement la transformation d’une donnée naturelle (car on pourrait alors le trouver également chez les animaux), il implique avant tout une faculté de représentation. La façon dont Marx va rendre compte de cette activité est totalement aristotélicienne en tant qu’elle commence par la représentation d’une fin, montrant par là que la fin est en même temps principe. Le travail est donc d’abord une représentation compréhensive qui comprend la finalité de l’objet et diffère en cela de l’animal (l’écureuil conserve les noisettes par instinct et non par représentation sans cela il aurait déjà bâti des congélateurs à noisettes). Le produit du travail humain (expression redondante par ailleurs) doit donc exister idéalement dans la représentation du travailleur, autrement dit le travail vise idéalement un objet qui remplirait parfaitement une fonction[réf. souhaitée].
Dans le Chapitre VII du Capital, Karl Marx reprend donc ce schéma aristotélicien dans lequel il fait du travailleur celui qui se subordonne à la fin qu’il s’est lui-même donnée. Le travail est donc tel que l’individu s’identifie et se reconnaît dans ce qu’il a fait : en agissant, en travaillant, l’homme met en œuvre les facultés qui lui sont propres, découvre son pouvoir de conceptualisation et peut améliorer par là sa capacité de production. L’intelligence est donc révélée par cette activité en tant que l’homme actualise dans son travail des facultés qui lui sont propres, ce qui induit un processus d’identification : dans les produits du travail, l’individu trouve dès lors une part de son identité. Comme le travail participe à l’identité de l’individu, on peut bien dire que le travail est non seulement de l’avoir (i.e. du produire) mais également de l’être, en cela il y a donc bien une dimension proprement ontologique au travail[réf. souhaitée].
C’est pour cela que Marx accuse le mode de production industriel et capitaliste d’aliéner les travailleurs. En effet, le travailleur n’a plus, dans ce cas-là, de représentation compréhensive de ce qu’il fait puisqu’il en ignore le produit final et donc le pourquoi de son activité. L’enjeu lié à l'identité est donc ici annulé puisque le seul enjeu est celui de la rémunération. Ce qui est humain devient par là animal, relevant d’un réflexe, d’un automatisme mécanique (cf. le film Les Temps modernes de Charlie Chaplin)[réf. souhaitée].
En ce sens, on peut comprendre l'abolition de l’esclavage, non pas pour des soucis moraux mais bien pour des soucis économiques parce qu’il coûtait plus cher de maintenir les hommes dans l’asservissement dans le cadre de l'esclavage que dans celui du salariat (cf. le film Queimada de Gillo Pontecorvo avec Marlon Brando).

### La lutte des classes
Pour Karl Marx et Friedrich Engels, « l'histoire de toutes les sociétés humaines jusqu’à nos jours n’est que l’histoire de la lutte des classes » (même si dans une note ultérieure Engels nuance cette affirmation).
Marx définit les éléments essentiels qui constituent une classe sociale. La position de l'individu dans les rapports de production (travailleur ou exploiteur) est selon lui le principal élément qui permet la définition de la classe sociale. En même temps, Marx considère que pour qu'il y ait véritablement une classe, il doit y avoir une conscience de classe : la conscience d’avoir en commun une place dans la société. Marx a remarqué qu'il ne suffit pas que de nombreux hommes soient côte à côte sur un même plan économique pour qu’un esprit de classe se forme. Selon Marx, les acteurs centraux de la lutte des classes sont, à l’époque capitaliste, les bourgeois et les prolétaires. Le communisme constitue pour lui l’état de la société débarrassée des divisions en classes sociales, et donc une société sans lutte de classes.
Selon l’analyse marxiste, la classe dominante organise la société en protégeant du mieux possible ses privilèges. Pour cela, elle instaure l'État, l'instrument politique de sa domination : une police et une armée chargées de maintenir la sécurité et l'ordre public, l'ordre « bourgeois ». Marx parle également de « l'idéologie dominante ». Dans toute société, il y a certaines idées, certaines croyances et certaines valeurs qui dominent la vie sociale et culturelle. Ces idées dominantes sont produites pour l'essentiel par la classe dominante. Dès lors, ces idées expriment majoritairement la domination de cette classe, c'est-à-dire la justifient et s'efforcent de la pérenniser. Ces idées dominantes imprègnent les esprits, et ainsi les exploités ont souvent une vision du monde allant contre leurs intérêts réels.
Karl Marx n'a pas « inventé » la lutte des classes. En réalité, la lutte des classes a été théorisée bien avant lui, notamment par les historiens de la Restauration (1814-1830) tels que François Guizot ou Augustin Thierry. L'apport fondamental de Marx, par rapport à ces historiens, est d'avoir démontré que la lutte des classes ne s'éteignait pas dans la Révolution française, mais que celle-ci se prolongeait dans l'opposition bourgeois/prolétaires à l'époque capitaliste. Ainsi la fin de la lutte des classes serait atteinte une fois les classes sociales éteintes, dans le communisme.

## La place de l'État
L'État est vu par les marxistes comme l'outil d'exploitation des capitalistes afin d'empêcher l'insurgence populaire et la remise en cause du système en place. Certains tel que Paul Boccara vont même jusqu'à dire que l'État permet de retarder la crise finale du capitalisme en rachetant les entreprises les plus capitalistiques (autrement dit selon la théorie marxiste les entreprises ayant un taux de profit faible) afin de remonter le taux de profit moyen des capitalistes et ainsi retarder la baisse tendancielle des taux de profit (voir Capitalisme monopoliste d'État).
Puisque l'État est une machine répressive qui va à l’encontre des libertés, il faut la suppression de l’État, condition incontournable pour l'avènement d'une société égalitaire et juste. Le dépérissement de l'État doit passer par plusieurs étapes :
- Prise du pouvoir par le prolétariat : soit le prolétariat s'empare des principaux leviers de commande de l'État (armée, police, administration, capitaux, banques), soit celui-ci supprime l'État (divergence au sein des marxistes sur ce point). La tendance léniniste (et marxiste-léniniste) aura tendance à privilégier la position d'un parti d'avant-garde allant saisir et s'emparer de l'appareil d'Etat, alors que des tendances tels que les communistes de conseils (conseillistes) privilégieront un dépérissement et une destruction de l'État dès l'éclosion du processus révolutionnaire socialiste.
- Ensuite, il faut passer par une phase où les travailleurs détiennent l'ensemble du pouvoir (parfois appelée « dictature du prolétariat »). Cette dictature du prolétariat est doublement légitime d'après le marxisme, parce qu'elle est le pouvoir des anciennes masses exploitées, et qu’elle permet de mettre fin à la division de la société en différentes classes sociales, permettant ainsi une véritable égalité. La nature de cette dictature révolutionnaire du prolétariat peut varier selon les courants marxistes :

1. Dans l'hypothèse léniniste de « l'État prolétarien » gouverné par un parti communiste d'avant-garde (c'est-à-dire la "dictature du prolétariat" du point de vue léniniste), il faut que l'État prolétarien disparaisse peu à peu. Seulement, on rencontre là un problème très difficile : comment gérer la vie sociale sans dominer, comment organiser sans exploiter ? Au fond, comment réaliser une vraie démocratie ? Pour cela, Lénine disait s'inspirer des mesures prises par la Commune de Paris en 1871 qui étaient les suivantes : tous les représentants politiques de la collectivité étaient élus au suffrage universel direct (moins de représentativité politique), étaient révocables à tout instant (les mandats politiques étant les plus courts possibles) et considérés comme personnellement responsables de leurs actions. Leurs charges politiques ne leur apportaient aucun avantage particulier : le ministre ayant le même salaire qu'un ouvrier.Anton Pannekoek, philosophe et militant marxiste du communisme de conseils (conseillisme).

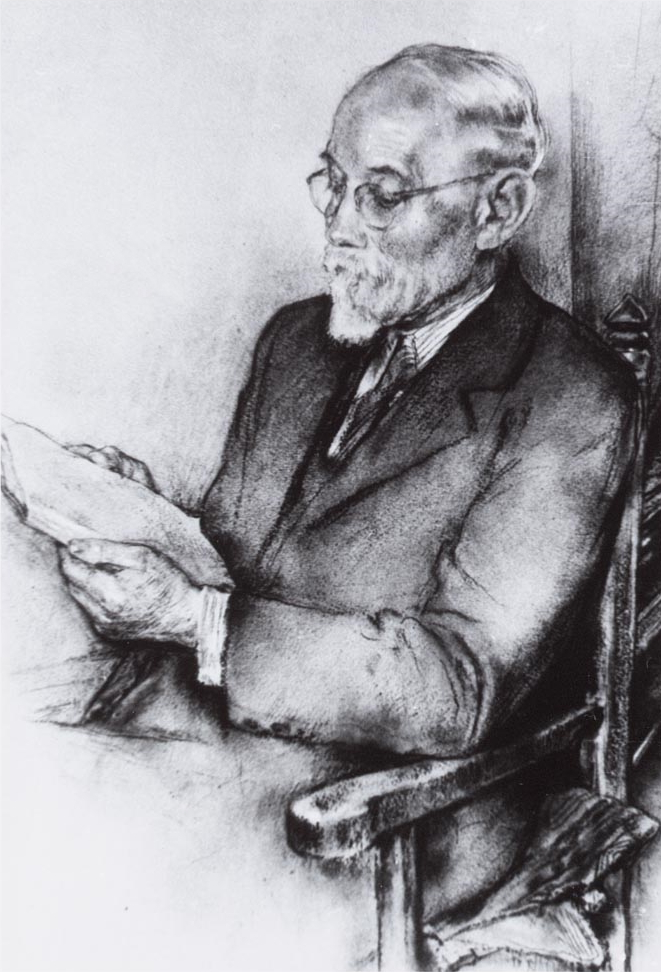
Anton Pannekoek, philosophe et militant marxiste du communisme de conseils (conseillisme).

2. Dans l'hypothèse conseilliste (« communisme de conseils »), notamment proposée par des marxistes comme Anton Pannekoek, Karl Korsh ou Paul Mattick, la dictature du prolétariat se caractérise par la mise en place de conseils démocratiques de travailleurs par les masses populaires révolutionnaires, notamment dans les lieux de productions, comme des organes incarnant la phase révolutionnaire de la dictature du prolétariat. Les conseils, dès le début de la révolution, contribuent au dépérissement de l'Etat. Les conseils sont en même temps le garant de la montée du communisme dans le processus révolutionnaire. S'il y a des élections, alors chaque délégué est révocable (mandat impératif) à tout instant[29].

- Le but est de parvenir à une société communiste libre, égalitaire et fraternelle, débarrassée des rapports de hiérarchie, de l'exploitation, du travail salarié, de la propriété privée des moyens de productions, des États et des frontières, et de toute forme d’aliénation.

## Les courants
Au cours du XIXe siècle et surtout du XXe siècle, le marxisme s’est divisé en plusieurs courants, certains s'en éloignant très fortement :
- l'austromarxisme ;
- le marxisme révisionniste (qui partage avec l'austromarxisme son rejet de la révolution comme moyen d'établir le socialisme et préconise plutôt l'action légale et parlementaire) ;
- certains courants de la social-démocratie et plus largement le socialisme démocratique ;
- le marxisme centriste (courant marxiste estimant que le socialisme peut être établi aussi bien au travers de réformes que grâce à une révolution) ;
- le léninisme (avec ses dérivés tels que le maoïsme, ainsi que d'autres tendances comme le trotskisme) ;
- la gauche communiste (gauche communiste germano-hollandaise, gauche communiste italienne) ;
- luxemburgisme ;
- communisme de conseils (conseillisme) ;
- le marxisme libertaire ;
- l'opéraïsme ;
- la pensée marxienne.

## Critique du marxisme

### Critiques du communisme
Le communisme comme régime politique a fait l'objet de critiques nombreuses, sur sa possibilité de réalisation, son fonctionnement, ou encore ses postulats.

### Critiques de la théorie de création de la valeur
Le marxisme se fonde sur un certain nombre de postulats de l'école classique d'économie. Or, à cette école a succédé l'école néoclassique, en rupture sur la question de l'origine de la valeur. Marx tirait la conclusion que le travailleur était exploité par le capitaliste sur la base de ce que la théorie classique postulait que le travail était à l'origine de la valeur. Mais selon Robert Solow, cette théorie est aujourd'hui obsolète. Solow a qualifié l'analyse économique marxiste d'« impasse aujourd'hui non pertinente »[réf. nécessaire].
Déjà à l'époque de Marx, l'économiste autrichien Eugen von Böhm-Bawerk considérait Marx comme un imposteur qui se contredit lui-même : alors que dans le premier chapitre du premier tome du Capital Karl Marx expliquait que la valeur de toute marchandise était généralement reflétée par la quantité du travail nécessaire, l'inégalité n'étant qu'une exception temporaire, cela signifie donc que le niveau de valeur générée est totalement indépendante de la quantité de capital d'une entreprise, autrement dit, la composition organique du capital (c'est-à-dire le rapport entre la quantité du capital et la quantité de travail) d'une entreprise n'a aucune incidence sur les profits engendrés, pourtant, l'économiste marxiste Conrad Schmidt démontre statistiquement que le niveau de profit est proportionnel à la quantité de capital de l'entreprise, face à ce paradoxe, Karl Marx explique dans le dixième chapitre du troisième volume du Capital qu'après production, les capitalistes vont répartir leurs capitaux vers les entreprises ayant fait les plus forts taux de plus-value jusqu'à ce que le taux de plus-value se stabilise pour toutes les entreprises dans un secteur de production (puisque le capital n'est pas source de valeur et donc de profit pour Marx), ainsi, les prix des biens vont passés d’induits par la valeur du travail au prix de la production (la somme des salaires et des profits annuels), « La valeur et le prix de la marchandise coïncident seulement accidentellement et exceptionnellement ». Or, Böhm-Bawerk pointe du doigt la contradiction formulée avec la relation entre la valeur et le prix du bien dans le premier tome, ainsi, la pensée de Karl Marx apparaît comme contradictoire et la théorie de la valeur-travail illogique.

### Critiques de l'analyse marxienne de l’État
Dans ses cours au Collège de France Sur l'État, Pierre Bourdieu se montre critique envers l'analyse que fait le marxisme de la domination de l’État et des causes qui conduit la population à admettre sa domination. Il soutient que par son matérialisme, l'analyse marxiste a refusé de considérer que c'est non pas les moyens matériels de l’État, ou encore la structure de production de la société, qui font que l’État est reconnu comme légitime, mais le fait qu'il concentre du capital symbolique en très grande quantité. Le rapport du citoyen à l’État n'est pas celui de l'aliénation, et il conclut qu'« il n'y a rien de plus triste que la réflexion marxiste sur ces problèmes parce qu'on reste dans une philosophie de la conscience, du rapport de soumission comme rapport d'aliénation fondé sur une sorte de cogito politique raté ».

### Critiques politiques
Les conséquences pratiques de l'application du marxisme sur le champ politique sont objet de débats, de même que le rapport concret avec la pensée marxiste des différents gouvernements s'en étant réclamés dans le courant du XXe siècle. Le rapport du marxisme au totalitarisme est controversé, certaines critiques portant non seulement sur les actions des régimes déclarant s'inspirer du marxisme, mais sur la pensée de Marx elle-même.
Des régimes politiques dictatoriaux pratiquant l'économie planifiée, désignés après la Seconde Guerre mondiale sous le nom collectif de bloc de l'Est, se sont revendiqués du marxisme-léninisme. Même si plusieurs courants marxistes se sont opposés à l'URSS dès son apparition, la plupart des principaux partis communistes, en partie financés par le régime soviétique, lui sont restés fidèles pendant des décennies. En URSS, le marxisme est confisqué par le Parti communiste de l'Union soviétique (PCUS), et érigé en idéologie officielle du régime. Le discours du XXe congrès du PCUS affirme en 1956 : « le Parti communiste et son Comité central ne sont pas seulement organisateur collectif, mais encore centre collectif pour le développement de la pensée théorique marxiste ».
André Glucksmann, ancien maoïste, a développé dans son ouvrage La Cuisinière et le mangeur d’hommes (1975) la thèse selon laquelle de telles dictatures constituaient des conséquences « nécessaires et prévisibles » du modèle marxiste, dans le cadre exact de la lutte des classes simplement adapté à ce nouveau mode de production. Il ajoutait que la dictature ne peut qu’engendrer une nouvelle classe dominante, la nomenklatura et l’appareil du parti, et concluait que le marxisme « ne produit pas seulement des paradoxes scientifiques, mais des camps de concentration ».
Dénonçant le discrédit apporté selon lui sur le marxisme par son utilisation dans les régimes communistes, Alexandre Soljenitsyne déclarait « le marxisme est tombé si bas qu'il est devenu simplement un objet de mépris ». S'interrogeant sur les rapports entre marxisme et totalitarisme, Raymond Aron écrivait dans ses mémoires : 
« Faut-il conclure que le socialisme soviétique sort logiquement de la pensée de Marx ? Qu'il constitue la réalisation authentique de l'idée socialiste-marxiste ? L'homme Marx qui plaida toute sa vie pour la liberté de la presse, révolté par tempérament, nous l'imaginons mal apologiste d'un État despotique. (…) La question décisive se situe ailleurs. L'idée socialiste, poussée jusqu'au bout, jusqu'à la négation de la forme marchandise, avec l'égalité pour objectif, n'aboutit-elle pas nécessairement ou tout au moins, logiquement, à un régime de type soviétique ? Alexandre Zinoviev plaide cette thèse et je la défendrais aujourd'hui ». Une distinction est cependant généralement établie entre la théorie marxiste elle-même et les régimes politiques qui s'en sont, plus ou moins directement, réclamés. Boris Souvarine, analyste très critique des régimes dits communistes, établissait un distinguo entre le marxisme, objet « complexe et variable », et d'autre part le léninisme et le marxisme-léninisme : « Lénine cite Marx pour justifier le régime soviétique identifié à la « dictature du prolétariat », alors que Marx entendait par cette expression une « hégémonie politique » résultant du « suffrage universel » ; ce qui n'a rien de commun avec le monopole d'un parti, l'omnipotence d'une « oligarchie » (Lénine dixit), un Guépéou inquisitorial et un archipel du Goulag »
.
Daniel Bensaïd, théoricien trotskiste, a quant à lui dénoncé la thèse selon laquelle « C'est à Marx en personne, et non à Staline ou à Lénine, que remonterait le péché originel et la métamorphose implacable du paradis socialiste en enfer totalitaire », commentant : « Accusé de porter en lui le totalitarisme, le marxisme lance au contraire le défi le plus radical à toute forme d'incarnation du pouvoir. En traçant la perspective du dépérissement de l'État, il envisage l'exercice transitoire d'un pouvoir délocalisé et « désincorporé », d'une démocratie sociale qui marquerait réellement la sortie de notre préhistoire religieuse et mythologique ».
L'astrophysicien et militant marxiste conseilliste Anton Pannekoek affirmait en 1938 que l'URSS était un régime de « capitalisme d'État » et que le bolchévisme « n'a jamais été marxiste ». Reprenant cet argument, il existe un certain nombre d'intellectuels qui, tout en inscrivant leur réflexion dans le sillage de la pensée de Marx, voient dans le marxisme une subversion de celle-ci : la plupart d'entre eux se définissent comme « marxiens ».

### Les insuffisances du modèle marxiste de l'analyse du capitalisme
Lorsque Marx énonce sa loi de la baisse tendancielle du taux de profit et celle de la paupérisation des ouvriers, il perd de vue deux éléments extrêmement fondamentaux à savoir la loi des rendements décroissants et le rôle du progrès technique qui jouent un rôle crucial dans la dynamique du capitalisme. S'il est bien connu que dans les pays avancés, la population n'augmente pas ou augmente peu (pour des raisons historiques et sociologiques), il n'en est pas moins vrai que le capital (les divers biens de production à l'instar des constructions, des équipements divers, des matières premières et des produits semi finis) n'en continue pas moins d'augmenter allègrement. Dans les ateliers de production, la loi des rendements décroissants renseigne que lorsqu'un facteur fixe (ou relativement comme tel) est associé à un facteur variable (i.e qui augmente), la productivité du facteur variable finit par baisser (les quantités de production supplémentaires ou marginales du produit fabriquées baissent progressivement au fur et à mesure que les quantités ajoutées du facteur variable augmentent) et la productivité du facteur fixe augmente. Par conséquent, et en l'absence même du progrès technique, la productivité du travail (ou, ce qui revient, à peu près, au même, le salaire réel par travailleur) n'en continue pas moins d'augmenter et la productivité du capital (mesurée par le taux d'intérêt ou de profit compte tenu du risque de l'entrepreneur) baisse progressivement. Ce qui rend la loi marxiste de la paupérisation des ouvriers insoutenable. la baisse du taux d'intérêt ou du taux de profit peut être freinée (ce qui est historiquement vrai) par application du progrès technique qui permet de maintenir le taux d'intérêt (ou de profit) de long terme dans une fourchette relativement stable et non dans une tendance baissière comme la première loi marxiste énoncée plus haut laisse entendre,.
D'après le philosophe Dany-Robert Dufour, Karl Marx s'est trompé sur les contradictions internes au capitalisme : pour compenser ses crises, le capitalisme ne va pas simplement ajuster ses propres variables, mais transformer la nature de son environnement ; notamment celle de l'Homme avec la possibilité de changer de sexe : loin d'être l'affirmation du genre, la transsexualité ne serait qu'un moyen déguiser pour le capitaliste de faire toujours plus consommer les prolétaires : « le Marché intime : "Ne restez pas des pédales ou des gouines ou des travelos à l'ancienne, accédez au 'progrès' !" Un transport vers le transsexe qui assurerait au Maître une mainmise sur leurs corps et sur leurs esprits ». La fin de ce mode de production ne serait selon lui ainsi pas assurée.
L'économiste américain et socialiste Thorstein Veblen considère la théorie marxiste comme indémontrable puisqu'elle prend racine dans la métaphysique néo-hégélienne et puisque les faits contestent les propositions avancées : cela inclut la théorie de la valeur-travail, la notion de lutte des classes et l'effondrement assuré du capitalisme.

#### Ouvrages de Karl Marx
- Pour une critique de la philosophie du droit de Hegel (1843) ;
- Manuscrits de 1844 ;
- L'Idéologie allemande (1845, avec Engels) ;
- Manifeste du parti communiste (1848, avec Engels) ;
- Le Capital (1867) ;
- La Guerre civile en France (1871).

#### Ouvrages sur le marxisme
- Henri Lefebvre, Le marxisme, Paris, Presses universitaires de France, coll. « Que sais-je ? / Philosophie » (no 300), novembre 2012, 24e éd. (1re éd. 1948), 127 p. (ISBN 978-2-13-060814-1, ISSN 0768-0066, BNF 42753974).
- Georg Lukács (trad. E. Kelemen), Existentialisme ou Marxisme ?, Paris, Nagel, coll. « Pensées », 1948 (réimpr. 1961), 290 p.
- Maximilien Rubel, Marx critique du marxisme, Payot, 1974 ; réédité en 2000.
- Eric Hobsbawm, Et le monde changea, Arles, Actes Sud, 2013
- Perry Anderson, Sur le marxisme occidental, (trad. Dominique Letellier et Serge Niemetz), Paris, Maspero, 1977, 167 p. (titre original : Considerations on Western Marxism, Londres, New Left Book, 1976)

#### Théoriciens se réclamant du marxisme
- Louis Althusser
- Theodor Adorno
- Simone de Beauvoir
- August Bebel
- Walter Benjamin
- Daniel Bensaïd
- Ernst Bloch
- Bertolt Brecht
- Lucio Colletti
- Galvano Della Volpe (en)
- Friedrich Engels
- Erich Fromm
- Lucien Goldmann
- Herman Gorter
- Antonio Gramsci
- Henryk Grossmann
- Jules Guesde
- David Harvey
- Ágnes Heller
- Max Horkheimer
- Jean Jaurès
- Leo Jogiches
- Karl Kautsky
- Alexandra Kollontaï
- Karl Korsch
- Karel Kosík
- Antonio Labriola
- Paul Lafargue
- Henri Lefebvre
- Vladimir Ilitch Lénine
- Abraham Léon
- Karl Liebknecht
- Michael Löwy
- Georg Lukács
- Rosa Luxemburg
- Herbert Marcuse
- José Carlos Mariátegui
- Paul Mattick
- Ernest Mandel
- Ralph Miliband
- Pierre Naville
- Anton Pannekoek
- Gueorgui Plekhanov
- Georges Politzer
- Nicos Poulantzas
- Isaak Roubine
- Jean-Paul Sartre
- Alfred Schmidt
- Conrad Schmidt
- Lucien Sève
- Léon Trotski
- Jean-Marie Vincent
- Richard David Wolff
- Clara Zetkin

#### Théoriciens inspirés par la pensée de Marx
- Raymond Aron
- Étienne Balibar
- Roland Barthes
- Pierre Bourdieu
- Fernand Braudel
- Cornelius Castoriadis
- François Châtelet
- Benedetto Croce
- Guy Debord
- Gilles Deleuze
- Jacques Derrida
- Michel Foucault
- André Gorz
- Félix Guattari
- Daniel Guérin
- Jürgen Habermas
- Michel Henry
- Anselm Jappe
- Robert Kurz
- Jacques Lacan
- Ernesto Laclau
- Claude Lefort
- Claude Lévi-Strauss
- Frédéric Lordon
- Jean-François Lyotard
- Maurice Merleau-Ponty
- Chantal Mouffe
- Kostas Papaïoannou
- Moishe Postone
- Jacques Rancière
- Maximilien Rubel
- Werner Sombart
- Georges Sorel
- Raoul Vaneigem
- Max Weber
- Simone Weil